# Racetamy
Racetamy – organiczne związki chemiczne, charakteryzujące się obecnością rdzenia pirolidonowego.  Są to syntetyczne substancje nootropowe, które wspierają funkcje poznawcze, a niektóre wykazują także działanie przeciwpadaczkowe.

Piracetam - archetypowy racetam

## Mechanizm działania
Mechanizm działania racetamów nie jest w pełni poznany. Substancje na ogół działają poprzez zwiększenie uwalniania acetylocholiny w mózgu, co sprzyja poprawie procesów związanych z pamięcią, koncentracją i uczeniem się. Związki te mogą również wpływać na receptory glutaminianu zwłaszcza na receptory typu AMPA.
Racetamy przeciwpadaczkowe, takie jak lewetyracetam wiążą się z białkiem SV2A, które znajduje się w pęcherzykach synaptycznych neuronów. To wiązanie zmniejsza nadmierne uwalnianie neuroprzekaźników i stabilizuje aktywność neuronów, zapobiegając napadom padaczkowym.

## Lista racetamów
- Aniracetam
- Briwaracetam
- Dimiracetam
- Fenylopiracetam
- Nefiracetam
- Metylofenylopiracetam
- Piracetam
- Pramiracetam
- Lewetyracetam
- Oksyracetam
- Omberacetam - zaliczany do racetamów, choć jego budowa chemiczna różni się brakiem pierścienia pirolidonowego[7].
- Seletracetam